# Cissus repens
Cissus repens es una especie del género Cissus en la familia Vitaceae. Es una planta trepadora que se encuentra en Asia y Australia.

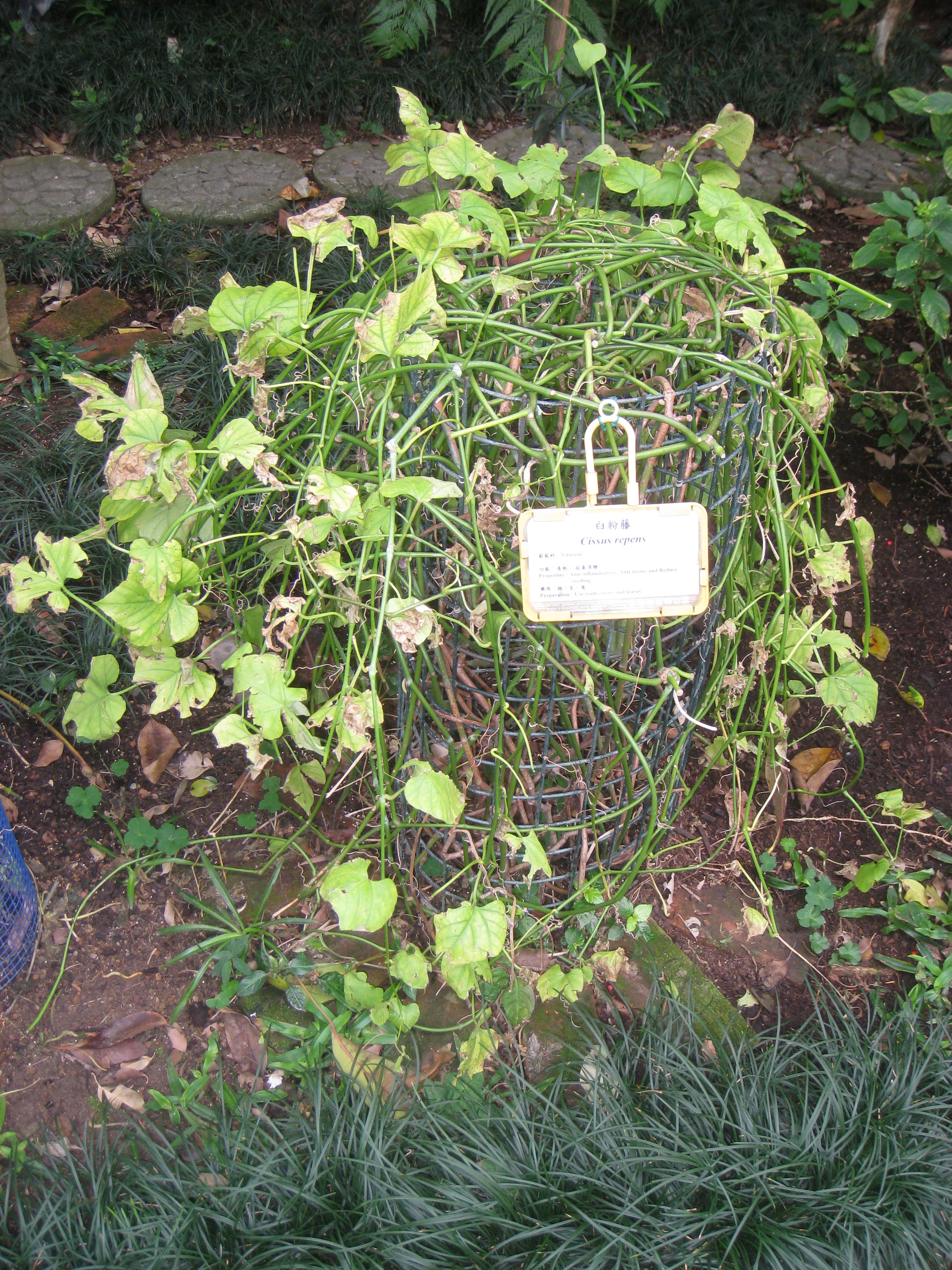
Vista de la planta

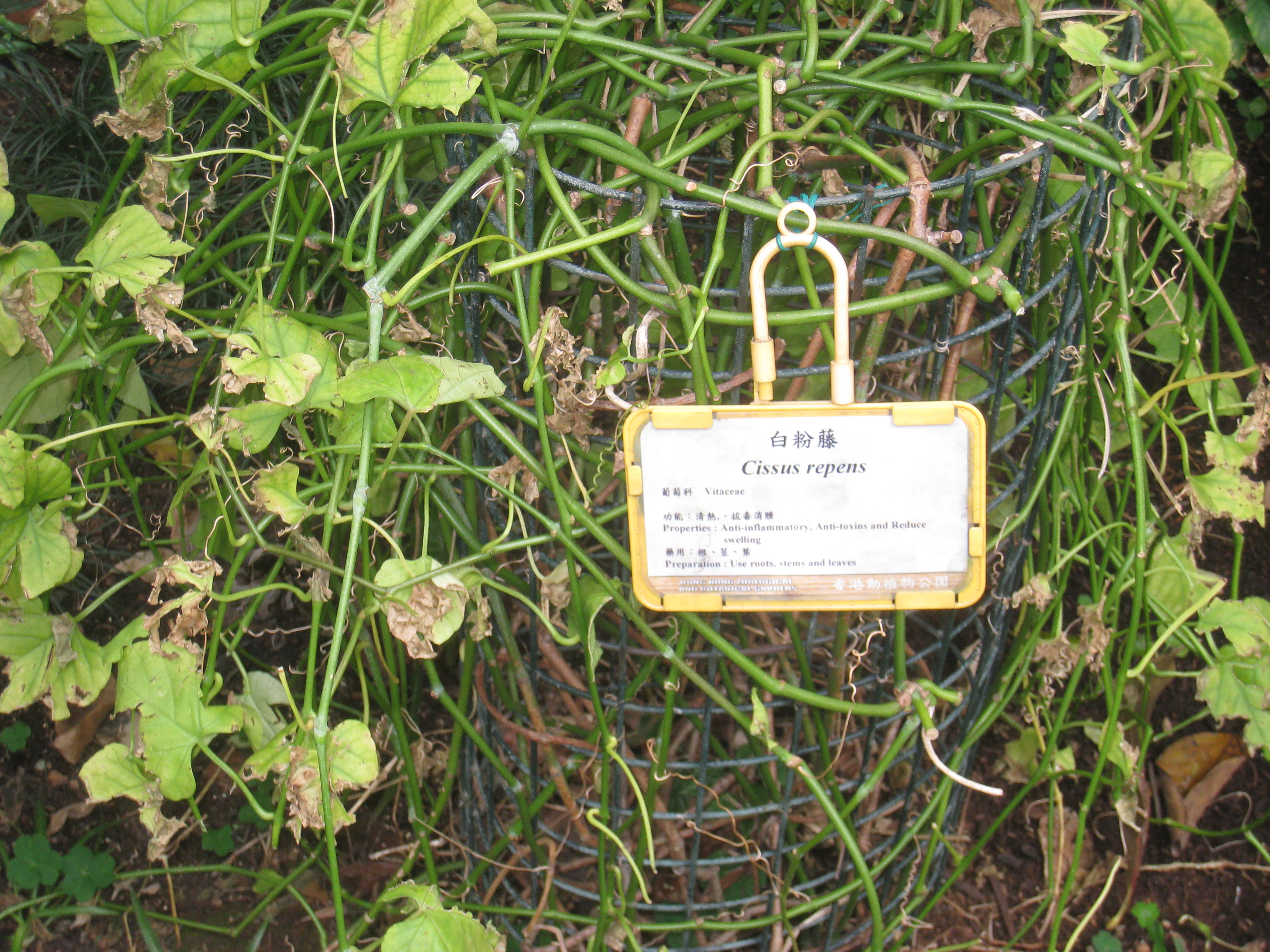
Vista de la planta

## Descripción
Es una planta trepadora herbácea. Las ramillas cilíndricas, con crestas longitudinales, por lo general glaucas, glabras; con zarcillos bifurcados. Las hojas son simples, con estípulas café, oblongas, de 5-6 × 2-3 mm, membranosos, glabras; pecíolo de 2.5-7 cm, la lámina de la hoja oval acorazonada, de 13. 5 x9.4 cm, el ápice agudo o acuminado. La inflorescencia umbeliforme, terminal o de hojas opuestas; pedúnculo de 1-3 cm. El fruto es una baya de 0.8-1.2 cm x 4.8 mm. Tiene un número cromosomático de 2 n = 22, 24.

## Distribución y hábitat
Se encuentra en los bosques de los valles y en matorrales en las laderas; a una altitud de 100-1800 metros en Guangdong, Guangxi, Guizhou, Taiwán, Yunnan, Bután, Camboya, India, Laos, Malasia, Nepal, Filipinas, Tailandia, Vietnam y Australia.

## Taxonomía
Cissus repens fue descrita por Jean-Baptiste Lamarck y publicado en Encyclopédie Méthodique, Botanique 1: 31, en el año 1783.
Etimología
Cissus: nombre genérico que deriva del griego κισσος (kissos), que significa "hiedra".
repens: epíteto latino que significa "rastrera".
Sinonimia
| - Cissus cordata Roxb. - Cissus diffusa (Miq.) Amshoff - Cissus glauca Roxb. - Cissus glaucoramea Planch. - Cissus modesta (Miq.) Amshoff - Cissus purpurea Roxb. ex Steud. - Cissus repens var. sinensis Hand.-Mazz. - Cissus vesicatoria Blanco - Vitis diffusa Miq. - Vitis glauca (Roxb.) Wight & Arn. - Vitis modesta Miq. - Vitis repens (Lam.) Wight & Arn. - Vitis vitiginea var. repens (Lam.) Kuntze |